# Solaris Urbino 12 LE lite hybrid
Solaris Urbino 12 LE lite hybrid – model niskowejściowego autobusu podmiejskiego z rodziny Solaris Urbino o napędzie hybrydowym zaprezentowany w 2018 r. przez polskiego producenta Solaris Bus & Coach S.A.

## Historia
W 2017 r. Solaris zapowiedział, że w 2018 r. zaprezentowany zostanie model autobusu niskowejściowego opartego na bazie Solarisa Urbino 12 LE nastawionego na niskie koszty eksploatacji. W sierpniu 2018 r. pojawiły się szczegóły mówiące o hybrydowym napędzie, który zainstalowany zostanie w nowym produkcie. Poinformowano, że model będzie nazywał się Solaris Urbino 12 LE lite hybrid, a jego premiera odbędzie się podczas targów Transexpo w Kielcach w październiku tego roku. Premiera pokryła się z przedstawieniem rodziny Solaris Urbino po faceliftingu, stąd nowe Urbino 12 LE lite hybrid przedstawiono w nowym designie. Prace nad nową odsłoną Urbino były skorelowane z pracami nad nowym modelem. W 2019 r. autobus został wyróżniony nagrodą Top Design Award 2019. 

## Konstrukcja
Główną ideą, która przyświecała konstruktorom Urbino 12 LE lite hybrid było osiągnięcie spalania w teście SORT 2 na poziomie 30 l na 100 km. W tym celu starano się obniżyć maksymalnie masę własną pojazdu, która wynosi niecałe 9 t, natomiast dopuszczalna masa całkowita – 15 t. Pomimo długości niecałych 12 m, zastosowano układ jezdny znany z modelu Solaris Urbino 8,9 LE. Jako przednią oś zastosowano ZF RL55, natomiast oś napędową DANA G150, a także koła o mniejszej średnicy, tj. 19,5 cala. Napęd autobusu stanowi silnik Diesla Cummins ISBE6 o pojemności 4,5 l, mocy 210 KM i momencie obrotowym 832 Nm. Spełnia on normę emisji spalin Euro 6. Oprócz tego pojazd wyposażono w silnik elektryczny o mocy 11,5 kW (16 KM) odpowiedzialny za rekuperację energii z hamowania, a przez to mniejsze zużycie paliwa. 
We wnętrzu znajduje się do 41 miejsc siedzących, a łącznie hybrydowy Solaris może zabrać na pokład do 85 pasażerów. Wejście odbywa się za pomocą dwóch lub trzech par drzwi w układzie 1-2-0, 2-2-0, 1-2-1 albo 2-2-1.